# Turmhügel Heidenkam
Der Turmhügel Heidenkam ist eine abgegangene mittelalterliche Turmhügelburg (Motte) etwa 70 Meter südsüdwestlich der Kirche in Heidenkam, einem Ortsteil der niederbayerischen Gemeinde Tiefenbach im Landkreis Landshut in Bayern.

## Beschreibung
Die Anlage befindet sich unmittelbar südlich an der Alten Dorfstraße von Heidenkam in einer Wiesenniederung. Die kaum noch erkennbare Weiheranlage bildete eine quadratische Insel von 20 m Seitenlänge, die von einem 15 m breiten Graben umgeben war. Von der ehemaligen Mottenanlage ist nur mehr der Weiher erhalten.